# Nistatina
La nistatina és un antifúngic del grup dels poliénics que s'aïlla de cultius de Streptomyces noursei. Químicament és C47H75NO17, i es caracteritza per posseir una cadena cíclica de 37 àtoms de carboni i un oxigen, amb tres substituents metil, un aminosucre (la micosamina, que és una hexosamina) i sis dobles enllaços. Aquests dobles enllaços fan que la molècula sigui sensible a la llum, l'oxigen i a les alteracions del pH. Es mesura en unitats, i 3.000 unitats internacionals (UI) són equivalents a 1 mil·ligram.

## Farmacocinética
La seva absorció en el tub digestiu és molt dolenta, tret que s'administrin dosis molt elevades. L'administració tant intramuscular com intravenosa origina importants reaccions a la zona d'injecció o efectes col·laterals tòxics, per la qual cosa se'n desaconsella l'ús. Tampoc s'absorbeix aplicada sobre la pell o sobre les mucoses. La poca quantitat que pugui absorbir-se es desactiva en un 95 per cent pel metabolisme, i la seva eliminació és renal.

## Mecanisme d'acció
Actua tant com fungistàtic com a fungicida, en funció de la concentració. Es fixa als esterols de la membrana cel·lular dels fongs, la configuració espacial dels quals desorganitza, la qual cosa porta a una alteració de la permeabilitat de la membrana amb pèrdua d'aminoàcids, purines i ions per part del fong, amb alteració del metabolisme cel·lular.

## Indicacions
La nistatina està indicada en infeccions cutànies i mucoses originades per l'espècie de fong Candida albicans: candidiasi rinofaríngea, candidiasi vulvovaginal, candidiasis digestives i altres, a més de les produïdes pel gènere Cryptococcus.
Encara que en el laboratori mostra efectivitat sobre altres tipus de fongs que poden afectar la pell humana, la seva escassa capacitat de penetració a la pell la fa ineficaç en la pràctica diària.
També es pot usar de manera preventiva en pacients diabètics, amb immunodeficiència, en tractament amb corticoides i sobretot en pacients tractats amb antibiòtics que estiguin en risc de desenvolupar una infecció oportunista per fongs.

## Interaccions
No s'han descrit interaccions amb aliments. En la forma oral s'ha d'evitar prendre simultàniament altres medicaments que formin una pel·lícula sobre la mucosa intestinal o que originin un augment en les contraccions intestinals, ja que això portarà a que la nistatina estigui menys temps en contacte amb la mucosa i, per tant, el seu efecte serà menor.

## Efectes secundaris
Les reaccions adverses a la nistatina són poc freqüents. No obstant això, poden presentar-se trastorns gastrointestinals com a nàusees o vòmits en el dosatge oral i èczema de contacte en les presentacions dermatològiques (pomades).